# Grotea mexicana
Grotea mexicana är en stekelart som beskrevs av Cresson 1874. Grotea mexicana ingår i släktet Grotea och familjen brokparasitsteklar. Inga underarter finns listade i Catalogue of Life.